# ایست فورک لیتل ریور
ایست فورک لیتل ریور (به انگلیسی: East Fork Little River) رودخانه‌ای است که در ایالات متحده آمریکا جریان دارد.